# Panaeolus acuminatus
Panaeolus acuminatus Quél., 1874 è un fungo basidiomicete.

## Descrizione
Il corpo fruttifero è di colore bruno carico.

## Tassonomia

### Specie simili
- Panaeolus sphinctrinus
- Panaeolus subbalteatus
- Panaeolus semiovatus
- Psilocybe semilanceata

## Commestibilità
Non edibile ma confondibile con specie psilocibiniche.